# کلاوس جاسولا
کلاوس جاسولا (انگلیسی: Klaus Gjasula؛ زادهٔ ۱۴ دسامبر ۱۹۸۹) بازیکن فوتبال اهل آلبانی است.
از باشگاه‌هایی که در آن بازی کرده‌است می‌توان به باشگاه فوتبال کیکرز اوفنباخ و باشگاه فوتبال فرایبورگر اشاره کرد.
وی همچنین در تیم ملی فوتبال آلبانی بازی کرده‌است.